# Carlo Costamagna

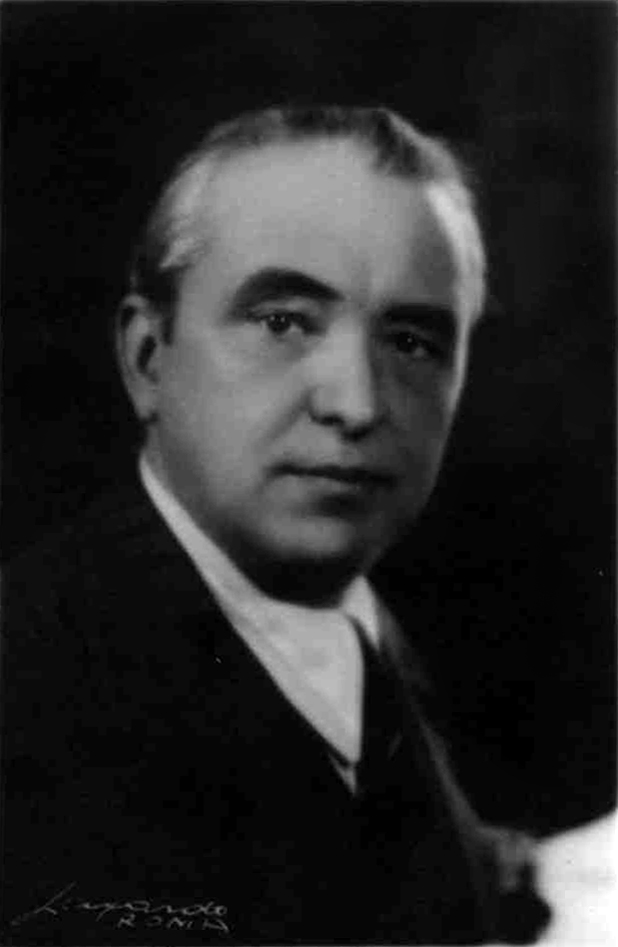
Carlo Costamagna

Carlo Costamagna (* 24. September 1881 oder 21. November 1881 oder 1880 in Quiliano; † 1. März 1965 in Pietra Ligure) war ein italienischer Jurist und Politiker.

## Leben
Carlo Costamagna wurde in der ligurischen Kleinstadt Quiliano als Sohn eines Arztes und der Tochter des Direktors des Finanzministeriums geboren. An der Universität Genua absolvierte er ein Jurastudium. 1910 trat er ins Justizministerium ein, zunächst als königlicher Staatsanwalt, dann als Mitglied und bis 1945 als Präsident des Kassationsgerichtshofs.
Zunächst Mitglied der Associazione Nazionalista Italiana, war er ab 1920 PNF-Mitglied und wurde ein extremer Vertreter der faschistischen Bewegung. Zusammen mit Alfredo Rocco erarbeitete er die Charta der Arbeit, die 1927 in Kraft trat. Sowohl in seinen Schriften als auch in seiner politischen Tätigkeit verteidigte er unnachgiebig den autoritären Korporatismus als Ideologie des totalitären Staates. 1927 erhielt er an der Universität Ferrara den ersten Lehrauftrag in Italien für Gesellschaftsrecht, das er dann auch an der Universität Pisa unterrichtete. An der Universität La Sapienza in Rom erteilte er ab 1933 Kurse über die Grundlagen faschistischer Gesetzgebung, Geschichte und Doktrin des Faschismus sowie Verfassungsrecht. Von 1930 bis 1943 war er Herausgeber der rechtswissenschaftlichen Zeitschrift Lo Stato („Der Staat“), in der unter anderem Beiträge von Julius Evola, Carl Schmitt und Othmar Spann erschienen. Bei den Scheinwahlen 1929 und 1934 zog er als Abgeordneter in die Camera dei deputati ein. 1938 unterzeichnete er das „Manifest der Rasse“ und unterstützte somit die italienischen Rassengesetze. 1940 verfasste er einige Beiträge für das von Antonino Pagliaro herausgegebene Dizionario di politica. 1943 wurde er zum Senator ernannt.
Nach dem Ende des Zweiten Weltkrieges wurde er von der Säuberungskommission von seinen parlamentarischen und universitären Funktionen entlassen. Er ging 1945 in Pension und gehörte zu den Gründern des neofaschistischen Movimento Sociale Italiano. Seinen Ruhestand verbrachte er in Pietra Ligure bei Genua, wo er 1965 starb.

## Publikationen (Auswahl)
- Faschismus: Entwicklung und Lehre. Limbach, Berlin und Wien, 1939.